# Sylvie Moreau (actrice française)
Pour les articles homonymes, voir Sylvie Moreau et Moreau.
Sylvie Moreau, née le 2 avril 1942, est une comédienne française.
Spécialisée dans le doublage, elle est notamment connue pour être la seconde voix française du personnage de Maléfique dans La Belle au bois dormant.

## Théâtre
- 1963 : Richard III de William Shakespeare, mise en scène de Pierre Barrat, Comédie de l'Ouest-Rennes
- 1964 : La Femme de paille de Pierre-Jakez Hélias, mise en scène de Georges Goubert, Comédie de l'Ouest-Rennes

## Filmographie
- 1972 : L'Homme au cerveau greffé de Jacques Doniol-Valcroze
- 1978 : Violette Nozière de Claude Chabrol

## Doublage

### Cinéma

#### Films
- Mimi Rogers dans :
  - Traquée (1987) : Claire Gregory
  - Leçons de séduction (1996) : Claire
- 1942[n 1] : La Splendeur des Amberson : Isabel Amberson Minafer (Dolores Costello)
- 1971 : La Maison sous les arbres : Jill (Faye Dunaway)
- 1978 : Driver : le contact (Ronee Blakley)
- 1979 : Que le spectacle commence : Leslie Perry (Chris Chase)
- 1979 : Justice pour tous : Gale (Christine Lahti)
- 1981 : Sanglantes Confessions : Brenda Samuels (Rose Gregorio)
- 1982 : Tootsie : Rita Marshall (Doris Belack)
- 1982 : Gandhi : Mirabehn (Geraldine James)
- 1984 : Les Guerriers des étoiles : Maida (Anjelica Huston)
- 1984 : Dune : la Révérende Mère Gaius Helen Mohiam (Siân Phillips)
- 1986 : L'Affaire Chelsea Deardon : Laura J. Kelly (Debra Winger)
- 1987 : Blue Velvet : Madame Beaumont (Priscilla Pointer)
- 1988 : Les Accusés : Kathryn Murphy (Kelly McGillis)
- 1988 : Working Girl : Katharine Parker (Sigourney Weaver)
- 1988 : Une autre femme : Lydia (Blythe Danner)
- 1989 : Permis de tuer : Della Churchill Leiter (Priscilla Barnes)
- 1989 : Le Carrefour des innocents : Judith Lotfis (Frances Fisher)
- 1990 : Étrange Séduction : Caroline (Helen Mirren)
- 1991 : Hudson Hawk, gentleman et cambrioleur : Minerva Mayflower (Sandra Bernhard)
- 1993 : L'Homme sans visage : Catherine Palin (Margaret Whitton)
- 1997 : Le Mariage de mon meilleur ami : Isabelle Wallace (Susan Sullivan)
- 1998 : Sexcrimes : Sandra Van Ryan (Theresa Russell)
- 2018 : Mamma Mia! Here We Go Again : Ruby Sheridan (Cher)

#### Long métrage d'animation
- 1959[n 2] : La Belle au bois dormant : Maléfique
- 1981 : Métal hurlant : la reine
- 1989 : Oliver et Compagnie : Rita

### Télévision

#### Téléfilms
- Angkor : la forêt de pierre de Jean-Claude Lubtchansky : voix off
- Chaînes conjugales : Jenny (Nancy Warren)
- Nuits secrètes : reine Serah (Celia Gregory)

#### Séries télévisées
- Falcon Crest : Jordan Robert (Morgan Fairchild) / Helena Ericson (Andrea Thompson)
- L'Âge de cristal : Siri (Lina Raymond)
- Dangereusement vôtre : Kimberley Jones (Mary Stävin)
- Paper Dolls : Racine (Morgan Fairchild)
- Ugly Betty : Amelia « Yoga » Bluman (Lorraine Toussaint)
- Drop Dead Diva : Juge Amelia Sanders (Sharon Garrison)

#### Séries d'animation
- Dans les Alpes avec Annette : Narratrice
- Jayce et les Conquérants de la lumière : la reine des ténèbres et l'Oracle
- Les Mystérieuses Cités d'or : Lauda (1re voix)
- Michel Vaillant : Ruth Wong
- Nell : la narratrice (2e voix)
- Ulysse 31 : Shyrka (2e voix)

### Jeux vidéo
- 2005 : Kingdom Hearts 2 : Maléfique

### Direction artistique

#### Téléfilms
- 2012 : Le Mystère d'Edwin Drood

#### Séries télévisées
- 2010-2013 : Borgen, une femme au pouvoir
- 2013 : Top of the Lake
- 2015-2017 : Jordskott[1]
- 2019 : Hierro